# Olivetol
Olivetol, também conhecido como 5-pentilresorcinol ou 5-pentil-1,3-benzenediol, é um composto orgânico encontrado em certas espécies de líquen. Além disso, é um precursor em várias sínteses de tetraidrocanabinol.

## Ocorrência
Olivetol é um composto orgânico que ocorre naturalmente. É encontrado em certas espécies de líquens e pode ser facilmente extraído.
5-Pentilresorcinol também é produzido por uma série de insetos, quer como um feromona, repelente ou anti-séptico.
A planta de cannabis produz internamente o ácido olivetólico, que pode estar envolvido na biossíntese de tetraidrocanabinol.  

## Síntese de análogos de tetraidrocanabinol
Este composto foi documentado como sendo um ingrediente usável em vários métodos de reações de condensações, que podem produzir uma forma sintética para o composto tetraidrocanabinol.
Um desses métodos é uma reação de condensação de olivetol e pulegona. Em PiHKAL, Shulgin relata um método rudimentar de síntese do mesmo produto utilizando na reação o olivetol e o óleo essencial extraído da casca da laranja, ambos na presença de cloreto de fosforilo.
Outros métodos consistem na obtenção do tetraidrocanabinol através da reação do olivetol com α-pineno ou óxido de 2-careno. 

## Legalidade
A produção, posse e/ou distribuição de olivetol, atualmente, não é proibida por nenhum país. No entanto, nos Estados Unidos da América, o precursor têm sido estudado pelo DEA, Órgão para o Controle/Combate das Drogas. 

## Biossíntese
O olivetol é sintetizado por uma reação que envolve um conjunto de enzimas denominado por policetídeo sintase (PKS), sendo com hexanoil-CoA e três moléculas de malonil-CoA por uma condensação aldólica de um intermediário tetracetídeo. Em 2009, Taura et al. conseguiram clonar uma PKS do tipo III intitulado de olivetol sintase da Cannabis Sativa. Essa PKS é uma proteína homodimérica que consiste de 385 polipeptídeos de aminoácidos com massa molecular equivalente a 42,585 g/mol. Além disso, possui alta similaridade de sequência com a planta de PKS, variando de 60% à 70%. 
Os dados do estudo da cinética enzimática de olivetol sintase de Taura et. al., mostram que o composto catalisa um descarboxilativo - condensação aldólica para produzir olivetol. Isso é semelhante ao mecanismo da estilbeno sintase (STS) para converter   p  - cumaril-CoA e malonil-CoA a resveratrol. Embora o olivetol seja a forma descarboxilada do ácido olivetólico, é altamente improvável que ele produza o olivetol.  Em pesquisas realizadas, os extratos brutos de enzimas, preparados a partir de flores e folhas, não sintetizaram ácido olivetólico, apenas produziram o olivetol. 
O mecanismo exato da biossíntese do olivetol ainda é incerto, mas é possível que um complexo metabólico formador de ácido olivetólico se forme junto com olivetol sintase.  Além disso, também é possível que o olivetol sintase somente aceite especificamente ésteres iniciais de CoA com cadeias laterais alifáticas C4 a C8, como hexanoil-CoA.